# Isabelle von Neumann-Cosel
Isabelle Ursula Marie-Luise von Neumann-Cosel, auch: von Neumann-Cosel-Nebe (* 17. November 1951 in München) ist eine deutsche Journalistin, Fachbuchautorin, Reitlehrerin und Turnierrichterin.

## Leben
Sie entstammt einer ostpreußischen Adelsfamilie und ist die Tochter des Ingenieurs Harald von Neumann-Cosel (1923–1983) aus Niederschlesien und der Madeleine Clapier de Colongue (* 1923) aus dem Baltikum.
Neumann-Cosel ist langjährige Reitlehrerin und hat zahlreiche Bücher, Videos, Lehrmaterialien und Fachartikel über den Umgang mit Pferden und über die Ausbildung von Reitschülern aller Altersgruppen publiziert. Sie ist außerdem Lektorin des Kinder- und Jugendbuchprogramms des FN-Verlags der Deutschen Reiterlichen Vereinigung und verfasst als freie Kulturjournalistin Theaterkritiken über Ballett und zeitgenössisches Tanztheater.
Sie heiratete am 5. September 1981 in Nieder-Moos (Vogelsbergkreis, Hessen) den Mediziner Dr. Carl Thomas Nebe (* 1. Februar 1959 in Kassel). Aus der Ehe gingen drei Töchter hervor. Heute lebt Neumann-Cosel in Mannheim.

## Werke (Auswahl)
- Das Pferdebuch für junge Reiter. Reiten lernen und Umgang mit Pferden. FN-Verlag, Warendorf 1994, ISBN 3885422700
- Reitersitz und Reiterhilfen. Korrekt sitzen, gefühlvoll einwirken, in der Reihe: „Kosmos-Reiterwissen“, Verlag Kosmos (Franckh-Kosmos), 2004, ISBN 3440099970
- Wenn Pferde sprechen könnten...sie können! FN-Verlag, Warendorf 2005, ISBN 3885424681